# بشر حافی
ابونصر بِشْر بن حارث بن عبدالرحمن بن عطاء بن هلال مروزی بغدادی (زادهٔ ۱۵۰ هـ. ق در مرو - درگذشتهٔ ۲۲۷ هـ. ق در بغداد) معروف به «بِشْرِ حافی» (پابرهنه) است، عارف، صوفی و محدث در اواخر قرن دوم و اوایل قرن سوم هجری بوده‌است. بیشتر عمرش در شهر بغداد ساکن بود. اکنون مقبره‌ای به نام بِشْرِ حافی درشهرستان انار روستای بِشْرآباد مورد احترام و زیارت مردم منطقه است..